# Éric Essono Tsimi
Pour les articles homonymes, voir Essono.
Œuvres principales
- Les Inadmirables (2024)
- L'antiracisme rend-il heureux? (2022)
- De quoi la littérature africaine est-elle la littérature? (2022)
- Vous autres, civilisations, savez maintenant que vous êtes mortelles (2021)
- L'Origine du Mal : le diable s'en est mêlé (2018)
- Les Ex ne meurent jamais (2017)

Éric Essono Tsimi est un écrivain, dramaturge et enseignant-chercheur camerounais né à Monatélé, près de Yaoundé. 

## Biographie
Formé tour à tour au Cameroun et au Canada, il a obtenu un master en communication de l’Université de la Suisse Italienne. Il a ensuite soutenu avec succès un doctorat en lettres, arts, et sciences humaines à l’Université Grenoble-Alpes (2014-2017). Cette thèse de doctorat européenne a été menée entre des laboratoires suisse, pour l’aspect psychologie culturelle, et français, pour l’aspect recherche littéraire. Elle s’intitule Les processus psychosociaux à l'œuvre dans le développement de l'identité des écrivains migrants africains,. Il a publié des recensions et articles académiques relatifs à cette recherche.
Sa deuxième thèse de doctorat, menée à l’Université de Virginie aux États-Unis, portait sur les liens entre littérature et politique en France, à travers l’étude de l’émergence de la contre-utopie depuis les attaques terroristes contre Charlie Hebdo. Son comité était constitué notamment de Ari Blatt et Philippe Roger (École des Hautes Études en Sciences Sociales).
Le professeur Éric Essono Tsimi est aussi l'auteur d'une œuvre littéraire diverse.
Il est lauréat du 2017 Short Story Day Africa Prize. Sa nouvelle A Brief Eruption of Madness, écrite et publiée en langue anglaise, paraît dans un ouvrage collectif  Identity: New Short Story Fiction from Africa chez New Internationalist.
Son quatrième roman, L’Origine du Mal, qui a bénéficié d’une bourse de création du Centre National du Livre, a été publié en 2018 chez Acoria Éditions.
En 2024, il s'est engagé politiquement pour l'alternance au Cameroun en annonçant sa candidature à l'élection présidentielle de 2025. Selon certains commentateurs, il est la seule figure politique nouvelle ayant émergé depuis 2018, dans un contexte de démission et de défiance vis-à-vis de l'intégrité du système.

## Œuvres

### Théâtre
- Compagnie Ngoti (Theater company), Le jeu de la vengeance, Éditions SOPECAM, 2004.

### Romans
- L'Origine du Mal : le diable s'en est mêlé, Acoria Éditions, 2018.
- Les Ex ne meurent jamais, L'Orpailleur, 2017.
- Migrants Diaries, Acoria Editions, 2014.  (ISBN 978-2-35572-132-8)
- Le Métier d'aimer, Harmattan Cameroun, 2013.  (ISBN 978-2-336-00883-7)

### Nouvelles
- Saute, tu cales en l'air : chroniques urbaines, Montréal, Diasporas noires, coll. "Instants", 2012.  (ISBN 979-10-91999-05-2)[7]
- "A Brief Eruption of Madness" in Identity: New Short Story Fiction from Africa, Oxford, New Internationalist, 2018.  (ISBN 978-1-78026-459-2)[8]

### Essais
- Les Inadmirables, Paris, Hermann, 2024.
- L'antiracisme rend-il heureux ? : race et ethnicité dans les espaces francophones, Paris/Dakar, Kala & Hermann, 2022.  (ISBN 9791037019394)
- De quoi la littérature africaine est-elle la littérature ? : Pour une critique décoloniale, Montréal, Les Presses de l'université de Montréal, 2022.  (ISBN 978-2760644649)
- Vous autres, civilisations, savez maintenant que vous êtes mortelles: De la contre-utopie, Paris, Classiques Garnier, 2021.  (ISBN 978-2406107552)
- Le principe de double nationalité au Cameroun, Paris, L'Harmattan, 2012.  (ISBN 978-2-336-00883-7)

### Articles de presse: reportages, chroniques, et pamphlets
- Africa no 1, Les Afriques, SlateAfrique.com, Afrik.com, Mutations, La Nouvelle Expression, Le Jour, Germinal, Dikalo, Le Messager, HuffingtonPost, Contrepoints.org, Constancemag.fr, journalducameroun, njanguipress, Le Monde, La Tribune, diasporanews.eu, etc.